# Fuchsia glazioviana
Fuchsia glazioviana är en dunörtsväxtart som beskrevs av Paul Hermann Wilhelm Taubert. Fuchsia glazioviana ingår i släktet fuchsior, och familjen dunörtsväxter. Inga underarter finns listade i Catalogue of Life.